# Messe pour le temps présent

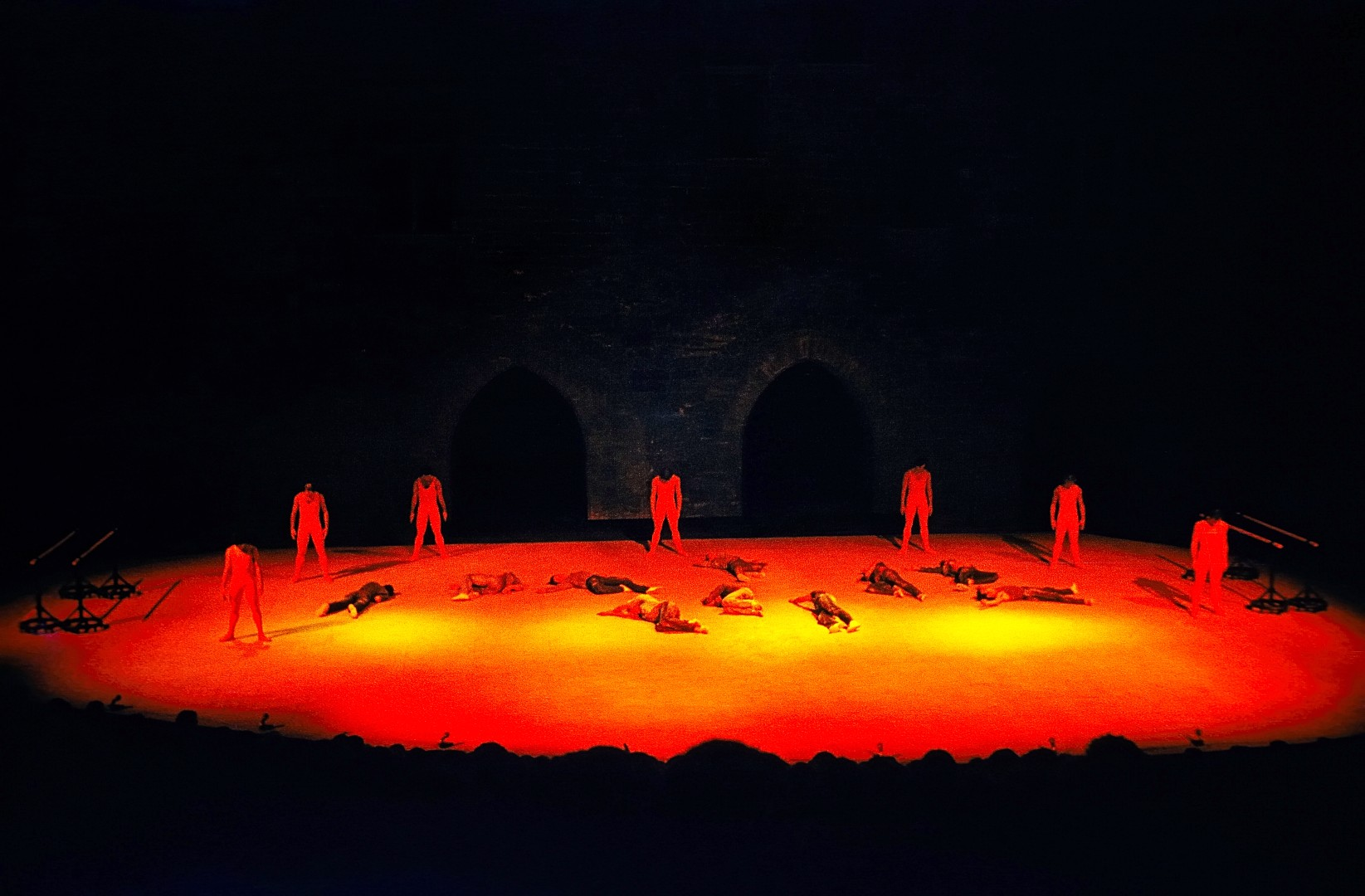
Maurice Béjart, Messe pour le temps présent, Festival d'Avignon 1968

La Messe pour le temps présent est une suite de danses composée par Pierre Henry et Michel Colombier, sur une commande de Maurice Béjart pour sa création chorégraphique, lors du festival d'Avignon de 1967, dans la cour d'honneur du palais des papes, avec le Ballet du XXe siècle. Le ballet sera dédié au danseur Patrick Belda, tué dans un accident de voiture alors que les répétitions avaient commencé. La pièce revient au festival d'Avignon de 1968 pour 19 représentations et suscite un retentissement considérable.
Neuf tableaux se succèdent (le Souffle, le Corps, le Monde, Mein Kampf, la Nuit, le Silence, l'Attente), formant un mélange détonnant d'univers et de thèmes très différents. Certains de ces tableaux sont délibérément provocateurs, Mein Kampf, par exemple, est chorégraphié sur montage de marches militaires. D'autres constituent de réelles innovations sur le plan musical et chorégraphique : l'accompagnement musical du Couple est un montage réalisé à partir des mots du Cantique des Cantiques de Salomon ; l'Attente constitue une fin très audacieuse : les danseurs restent assis immobiles sur le plateau sous un éclairage réalisé par des phares tournants et le public a le choix de rester ou de quitter les lieux. La grande intensité de ce spectacle et sa dimension spirituelle entraînent le public dans un état de concentration quasi mystique.
Pierre Henry avait demandé à Michel Colombier de contribuer à l'élaboration des parties instrumentales alors que lui-même se chargeait de la composition électroacoustique.
Cette pièce fut un succès tout autant du point de vue musical, chorégraphique, que du point de vue commercial. Grâce à cette pièce, Pierre Henry a connu le succès auprès d'un public plus large que celui restreint de la musique concrète (électroacoustique).
Il en est sorti un double album intitulé Les Jerks électroniques de la Messe pour le temps présent (voir plus loin). 
Le morceau de cet album demeuré le plus célèbre est Psyché Rock (piste 2), repris dans de multiples films ou spots publicitaires, ainsi que remixé par de nombreux artistes et musiciens, notamment Fatboy Slim en 2000. L'air en est librement inspiré du célèbre standard de garage rock Louie Louie, écrit par Richard Berry en 1956 et rendu célèbre par les Kingsmen en 1963. Il se rapproche également, au niveau de l'intro, du morceau des Rolling Stones Get Off of My Cloud. Psyché Rock a été enfin pastiché pour le générique de la série Futurama.
Cette pièce a donné lieu à un Grand remix, créé lors de 2 soirées de concert à la Philharmonie de Paris, les 8 et 9 janvier 2016,, accompagné d'un ballet créé par le chorégraphe Hervé Robbe (élève de Maurice Béjart) et interprété par les danseurs de l’École supérieure du Centre national de danse contemporaine d'Angers.

## Discographie
- 1967 : Pierre Henry et Michel Colombier, Les Jerks électroniques de la Messe pour le temps présent et musiques concrètes pour Maurice Béjart, double album produit par Philips comprenant :
  - Messe pour le temps présent : Prologue ; Psyché Rock ; Jericho Jerk ; Teen Tonic ; Too Fortiche
  - La Reine Verte : Marche du jeune homme ;  La Reine et les insectes ; Rock électronique
  - Le Voyage : Le Couple ; Fluidité et mobilité d'un larsen ; Divinités paisibles
  - Variations pour une porte et un soupir : Balancement ;  Chant 1 ; Éveil ; Chant 2 ; Étirement ; Gestes ; Comptine ; Fièvre 1 ; Gymnastique ; Fièvre 2
- 1997 : Pierre Henry et Michel Colombier, Les Jerks électroniques de la Messe pour le temps présent et musiques concrètes pour Maurice Béjart, CD Audio produit en 1997 par Philips Music Group (France), même contenu que le disque vinyle de 1967 ci-dessus, no d'article 456 293-2 PY900 (LC0305), UPC 0 28945 62932 2.

La Messe pour le temps présent est composée par Pierre Henry et Michel Colombier. Les trois autres suites sont composées par Pierre Henry seul.